# Malika Hachid
Malika Hachid, née à Alger en mars 1954, est une historienne algérienne, spécialiste de la préhistoire.

## Biographie
Malika Hachid poursuit des études d'archéologie à l'université de Provence dans la spécialité Préhistoire et Protohistoire pré-sahariennes et sahariennes. Chercheuse au Centre national de préhistoire et d'anthropologie à Alger, elle est ensuite directrice du Parc culturel national du Tassili des Ajjer. Elle regagne le centre de recherches précédemment cité à Alger dans les années 1990, devenu Centre national de recherches préhistoriques, anthropologiques et historiques (CNRPAH) où elle exerce actuellement[Quand ?] en qualité de directrice de recherches.
Elle est membre fondateur et a été vice-présidente de la Fondation Sonatrach-Tassili. 
Elle a écrit des articles dont quelques-uns téléchargeables sur Academia.edu et Researchgate et trois ouvrages sur l'art rupestre, l'archéologie et l'origine des populations nord-africaines en particulier.
Elle date l'apparition de la première écriture libyque entre -1500 et -1000.

## Publications
- El-Hadjra el-Mektouba. Les pierres écrites de l'Atlas saharien, 1992
- Le Tassili des Ajjer. Aux sources de l'Afrique 50 siècles avant les pyramides,1998   (ISBN 2-84272-052-0)
- Les Premiers Berbères entre Méditerranée, Tassili et Nil, Ed. Edisud, 2001,  (ISBN 2-7449-0227-6)
- elle a participé à l'ouvrage collectif Sahara, Ed. La Martinière, 2004,  (ISBN 978-2-7324-3122-2)